# 银蒿
银蒿（学名：Artemisia austriaca）是菊科蒿属的植物。分布于伊朗、欧洲、俄罗斯以及中国大陆的内蒙古、新疆等地，生长于海拔400米至3,400米的地区，多生于滩地、干旱地区的沟底、低海拔地区的干旱草地、沙质草滩、疏林下、盐土性草地、中和荒地等，目前尚未由人工引种栽培。

## 别名
银叶蒿（俗称）